# Руслан и Людмила (фильм, 1972)
«Русла́н и Людми́ла» — советский двухсерийный фильм Александра Птушко, снятый в 1971 году на киностудии «Мосфильм» по мотивам одноимённой поэмы А. С. Пушкина. Это последний фильм Александра Птушко — по мнению кинокритиков, вершина творчества режиссёра.

## Сюжет
1-я серия
Во дворце киевского князя Владимира идёт пир — любимая дочь князя, Людмила, выходит замуж за богатыря Руслана, который спас Киев от печенегов. Празднику рады все, кроме трёх соперников Руслана — Рогдая, Фарлафа и Ратмира. После пира Руслан и Людмила остаются наедине в своей комнате, но вдруг распахивается окно и Людмилу похищает неведомая сила. Убитый горем Руслан сообщает об этом Владимиру и его гостям. Разгневанный князь обвиняет жениха в том, что тот не смог уберечь его дочь, после чего объявляет, что он отдаст Людмилу в жёны тому, кто разыщет и доставит её обратно во дворец. Помимо Руслана, княжну тут же вызываются искать и его соперники.
На пути заглавному герою встречается старый отшельник Финн. Тот знает, что Людмилу похитил злой колдун Черномор, и рассказывает витязю о кознях злодея-мага. Он также ведает Руслану о том, как в молодости тщетно пытался завоевать любовь юной красавицы Наины, которая оставалась равнодушной к нему. Тогда он начал изучать колдовство, чтобы приворожить возлюбленную. Приворот подействовал, и Наина воспылала страстью, но к тому времени со дня последней их встречи минуло 40 лет. Наина стала отталкивающей старухой-колдуньей, и теперь уже Финн отверг её. С тех пор между ними началась вражда.
Далее Руслан сталкивается с Рогдаем, они сражаются не на жизнь, а на смерть. Бой оканчивается поражением и гибелью Рогдая — Руслан сбрасывает его в Днепр. 
Всё это время Людмила живёт в заточении во дворце Черномора. Её окружают богатство и холодная красота, но ничто не радует девушку, она всей душой жаждет вырваться из плена. Черномор пытается добиться расположения пленницы. Однажды Людмила случайно завладевает его шапкой-невидимкой, с помощью которой может скрываться от него и от его слуг. Это несколько скрашивает её безрадостные, тоскливые дни.
На бранном поле Руслан видит огромную голову, которая вначале насмехается над ним, но, увидев его смелость и мужество, рассказывает ему свою историю. Когда-то голова была витязем-великаном, старшим братом Черномора. Между ними не было лада, и однажды ночью Черномор отрубил ему во сне голову и заставил стеречь волшебный меч. Голова богатыря отдаёт этот меч Руслану и напутствует его на жестокую месть и победу над Черномором, объясняя герою, что сила Черномора в его собственной бороде.
2-я серия
Руслан едет всё дальше, но в пути его ждут козни Наины и Черномора: эти двое пытаются сбить его с пути, их стараниями на пути его подстерегают смертельно опасные встречи с тигром и с нечистью. Наина даже превращается в двойника Людмилы.
Черномор применяет хитрость и принимает облик тяжело раненного Руслана. Людмила по неведению попадается в его сети, колдун усыпляет её и надевает на неё шапку-невидимку, чтобы никто не нашёл.
Руслан всё же добирается до дворца, вступает в схватку с Черномором и отрубает колдуну длинную бороду. Черномор теряет все колдовские способности. Руслан находит спящую Людмилу и пытается разбудить её, но безрезультатно. Не добившись от Черномора, как вернуть её к жизни, Руслан связывает его и отправляется обратно — вместе с ним и со своей невестой. По пути Руслан встречается с Ратмиром — своим бывшим соперником, который теперь стал рыбаком и счастливо живёт вместе со своей новой избранницей.
Наина находит Фарлафа, который всё это время не искал Людмилу, а праздно проводил время в своей деревне. Колдунья убеждает Фарлафа убить Руслана, после чего тот получит возможность прослыть героем и жениться на Людмиле. Трусливый по натуре Фарлаф соглашается и той же ночью убивает Руслана. Забрав Людмилу, он отправляется в княжеский дворец. Владимир очень рад видеть свою дочь, но её загадочный беспробудный сон вызывает у отца огорчение. Фарлаф, не зная, как объяснить странное состояние девицы, пускается в описания воображаемых поисков княжны и якобы совершённых ради этого подвигов.
Бездыханное тело Руслана находит Финн. Он окропляет витязя сначала мёртвой, а потом живой водой, и тот оживает снова. Не найдя рядом с собой Людмилы, он спешит в Киев, получив напоследок от Финна волшебное кольцо, которое поможет разбудить Людмилу, которую, тем временем, безуспешно пытаются разбудить слуги Владимира.
Тем временем на Киев вновь нападают печенеги. Прибывший в стольный город Руслан вместе с другими киевскими витязями вступает в бой. Выиграв сражение, они возвращаются во дворец как герои. С помощью волшебного кольца Руслан, к удивлению князя Владимира и к ужасу Фарлафа, пробуждает Людмилу. Всем ясно, что Фарлаф — мошенник, и его с позором изгоняют прочь. Князь с радостью снова отдаёт дочь Руслану в жёны. Бывшего колдуна Черномора назначают придворным шутом. Идёт свадьба Руслана и Людмилы.

## В ролях
- Валерий Козинец — Руслан (озвучивает Феликс Яворский)
- Наталия Петрова — Людмила (озвучивает Нина Гуляева)
- Владимир Фёдоров — Черномор (озвучивает Валерий Носик)
- Мария Капнист — Наина, колдунья (в титрах — Мария Капнист-Серко)
- Наталия Хренникова — юная Наина
- Андрей Абрикосов — князь Владимир
- Игорь Ясулович — Финн, отшельник
- Вячеслав Невинный — Фарлаф
- Олег Мокшанцев — Рогдай
- Руслан Ахметов — Ратмир, хазарский хан
- Сергей Мартинсон — византийский посол
- Никандр Николаев — 1-й иноземный посол
- Николай Кутузов — 2-й иноземный посол
- Шавкат Газиев — сын иноземного посла
- Виктор Шульгин — голова великана-богатыря (озвучивает Роман Филиппов)
- Эве Киви — рыбачка, возлюбленная Ратмира
- Алексей Крыченков — шут
- Олег Хабалов — печенежский хан
- Юрий Киреев — русский воевода
- Яков Беленький — отец Ратмира
- Зоя Василькова — мамушка
- Валерий Носик — гонец
- Дмитрий Орловский — гусляр
- Александра Панова — мать Рогдая
- Георгий Светлани — кудесник
- Екатерина Мазурова — кикимора

## Съёмочная группа
- Сценарий: Александр Птушко при участии Самуила Болотина
- Постановка: Александр Птушко
- Операторы-постановщики: Игорь Гелейн, Валентин Захаров
- Художник-постановщик: Евгений Серганов
- Композитор: Тихон Хренников
- Звукооператор: Игорь Урванцев
- Художник по костюмам: Ольга Кручинина
- Второй режиссёр: Александр Захаров, Ф. Халикова
- Второй оператор: Эдуард Шамов
- Художники-гримёры: Нина Желманова, Всеволод Желманов
- Художник по раскадровке: Лев Мильчин
- Балетмейстеры: Владимир Бурмейстер, Иван Курилов
- Монтажёр: Н. Белевцева
- Комбинированные съёмки:

- Оператор: Игорь Фелицын
- Художники: Эдуард Маликов, Павел Сафонов

- Директор картины: Аркадий Ашкинази

## Производство

### Подбор актёров
Первоначально на роль Руслана был утверждён Олег Видов, но когда в августе 1970 года съёмочная группа выехала на натурные съёмки в Александров, где уже были отстроены огромные декорации, Видов сильно задерживался в Крыму. Тогда, чтобы не допустить простоев группы, по инициативе главного оператора Игоря Гелейна на роль Руслана попробовали Валерия Козинца, который должен был играть Рогдая, одного из трёх соперников Руслана.
На роль Людмилы прочили Антонину Пилюс, однако роль досталась дебютировавшей в кино Наталии Петровой, — её предложила дочь режиссёра Наталья Птушко. А вместо Цецилии Мансуровой, утверждённой на роль Наины, в фильме снялась Мария Капнист.
В фильме состоялся актёрский дебют физика-ядерщика Владимира Фёдорова, сыгравшего Черномора. На эту роль пробовался Ролан Быков, но поскольку актёр хоть и был маленького роста, но не был карликом, как описывал Пушкин, поиски исполнителя продолжались. Владимир Фёдоров, в то время работавший в научно-исследовательском институте, обладал ростом в 130 см. Он прошёл кинопробы и был утверждён.

### Съёмки
Кроме павильонов «Мосфильма» съёмки прошли в Ростове Великом, Владимире, Тракае, в подмосковном Алабине. В августе и сентябре 1970 года съёмки проходили под Александровом. Выбор этого места режиссёр Птушко объяснял исконно русским характером этой земли, а также её рельефом, который давал богатые возможности для камеры.
Для фильма выстраивались декорационно-технические сооружения: гридня Владимира, пещера Финна, светлица Наины, сад и дворец Черномора, пристань древнего Киева, «Замок 12 дев», Золотые ворота, Голова великана. В масштабных батальных сценах битвы с печенегами было занято около двух тысяч человек. Использовалось большое количество реквизита, применялись трюки каскадёров и новаторские приёмы комбинированных съёмок: в эпизодах полёта карлика Черномора, говорящей головы великана-богатыря.
Закадровую песню во дворце Черномора «Утешься, милая княжна» исполнил певец Муслим Магомаев. Для музыкального финала картины использовались колокольные звоны Вильнюса и Ростова Великого.

### Реставрация
В 2023 году фильм был отреставрирован и опубликован на канале «Мосфильма» в YouTube.

## Награды
- 1976 — первый приз 29-го Международного кинофестиваля в Салерно[итал.] (Италия) — в категории фильмов для молодёжи[7].